# Rozdzielnica modułowa
Rozdzielnica modułowa – rozdzielnica elektryczna niskiego napięcia, których aparaty rozdzielcze montowane są na specjalnych wspornikach TH 35 lub TS 35. Przewody zasilające obwody odbiorcze przyłączone są do zacisków ZUG lub bezpośrednio do aparatów rozdzielczych modułowych (wyłączniki nadprądowe, wyłączniki różnicowoprądowe, i inne). Połączenia pomiędzy aparatami mogą być wykonane za pomocą listew grzebieniowych. Rozdzielnice modułowe mogą być wykonane jako naścienne lub wtynkowe. Obudowy rozdzielnic wykonane są z metalu lub materiału izolacyjnego.